# Fiestas de Getafe
En el municipio de Getafe (Madrid, España) se celebran las siguientes fiestas:

## Fiestas Patronales en honor de Nuestra Señora de los Ángeles
Las fiestas patronales de Getafe se celebran cuarenta días después del Domingo de Resurrección, lo que significa que cada año se celebran en una fecha diferente (entre mediados y finales de mayo y principios de junio). Las fiestas comienzan oficialmente en sábado, pero oficiosamente el pistoletazo de salida lo da una romería que tiene lugar nueve días antes, el día de la Ascensión, en la que se baja desde el Cerro de los Ángeles a la patrona, la Virgen de los Ángeles. A la llegada al pueblo, el alcalde cede a la Virgen el bastón de mando de la ciudad de manera simbólica para luego concluir la romería en la Catedral de La Magdalena. Ese día es tradición tomar limonada en lugares como la plaza del Ayuntamiento.

### Actividades religiosas
Las Fiestas Patronales de Getafe se celebran como sigue:
- Jueves de la Ascensión, con la "bajada" en romería de la Imagen de la Virgen de los Ángeles a la ciudad de Getafe.
- El sábado, dos días después de la romería, se hace la Ofrenda Floral a la Virgen.
- Víspera de Pentecostés, con la celebración de La Salve y la representación de la Asunción de la Santísima Virgen a los cielos.
- Domingo de Pentecostés, con paseíllo por las calles de Getafe y Misa Mayor por la mañana, así como solemne procesión por la tarde.
- Lunes de Pentecostés, con paseíllo por las calles de Getafe y Misa Mayor por la mañana, así como solemne procesión por la tarde.
- Martes de Pentecostés, con celebración de Santa Misa por los congregantes difuntos.
- Miércoles, con celebración de Santa Misa por los enfermos.
- Jueves, con el paso de los niños de la localidad por el manto de la Santísima Virgen.
- Viernes, con Santa Misa dirigida a los jóvenes y organizada por ellos mismos y Procesión de las Antorchas por la noche.
- Sábado, con la celebración del Rosario de la Aurora en procesión por las calles de la localidad.
- Domingo de la Santísima Trinidad, con la celebración de Misa Vespertina y "subida" de la Imagen a su Ermita en el Cerro de los Ángeles.

### Actividades festivas
- El comienzo de las fiestas se produce, como ya se ha indicado, nueve días después de la bajada de la Virgen.
- El "sábado de las fiestas", como se le conoce popularmente, arranca con un pregón en la Plaza de la Constitución seguido de una mascletá en la Calle Jardines.
- Durante estos días, se monta una feria en el recinto ferial, se colocan las casetas de los partidos políticos en la Calle Ferrocarril, al lado de la estación de tren de Getafe Central y se hacen numerosas actividades culturales, algunos conciertos y varias corridas de toros.
- Desde 1992 se planta una falla conocida como La Chamà, siendo la única festividad fallera en la Comunidad de Madrid.
- Una semana después de comenzar las fiestas se celebra el "sábado de las carrozas" y una cabalgata de carrozas se pasea por el centro de la ciudad lanzando caramelos y otras baratijas.

Las fiestas patronales de Getafe concluyen ocho días después del pregón con la subida al Cerro de los Ángeles de la Virgen que abandona el pueblo hasta el año siguiente.

## Otras festividades y celebraciones
- Durante los días de Navidad se realizan varias actividades culturales, como conciertos especiales de Navidad, el montaje de un gran belén murciano en el patio interior del Hospitalillo de San José y la cabalgata de los Reyes Magos del 5 de enero.
- También es tradición celebrar los Carnavales con cabalgatas de disfraces y actos culturales.
- Durante la Semana Santa se realizan entre dos y cuatro procesiones religiosas que salen de diversas iglesias y recorren las calles de la ciudad.